# ジェレミー・デヴィッドソン (俳優)
ジェレミー・デヴィッドソン（Jeremy Davidson, 1971年12月24日 - ）は、アメリカ合衆国出身の俳優である。

## 人物
妻はメアリー・スチュアート・マスターソン。

## 出演作品

### テレビ
- アーミー・ワイフ（チェイス・モーラン）
- PERSON of INTEREST 犯罪予知ユニット
- PAN AM/パンナム
- LAW & ORDER:性犯罪特捜班
- ブラザーズ&シスターズ
- ホワイトカラー
- キル・ポイント
- コールドケース3
- WITHOUT A TRACE/FBI 失踪者を追え!
- ザ・プラクティス ボストン弁護士ファイル